# Janni Serra
Janni-Luca Serra (* 13. März 1998 in Hannover) ist ein deutscher Fußballspieler.

## Karriere

### Verein

#### Jugend und Anfänge
Janni-Luca Serra wurde im niedersächsischen Hannover geboren und begann, zunächst als Verteidiger, in der G-Jugend der SG Bredenbeck-Holtensen mit dem Fußballspielen – dort ist er auch heute noch Ehrenmitglied. Bereits als 10-Jähriger wechselte er in die Nachwuchsabteilung von Hannover 96, wo er mit Unterbrechungen durch einen Wechsel zum TSV Havelse insgesamt drei Jahre ausgebildet wurde. Als 16-Jähriger wurde er vom Bundesligisten Borussia Dortmund für dessen Nachwuchsleistungszentrum verpflichtet. Nach einem Meistertitel mit der B- und zweien mit der A-Jugend debütierte Serra schließlich am 30. Juli 2017 beim Heimspiel gegen Rot-Weiss Essen in der Regionalliga West. Bei der zweiten Mannschaft der Dortmunder begann er auch, sich schließlich als Stürmer zu etablieren.
In der Winterpause der Spielzeit 2017/18 verlieh ihn der BVB an den Zweitligisten VfL Bochum, bei dem er in zwölf Kurzeinsätzen im professionellen Fußball Erfahrungen sammeln durfte.

#### Holstein Kiel
Zur Zweitligasaison 2018/19 zog es Serra in den Norden zu Holstein Kiel, bei dem er einen Vertrag bis 2021 unterschrieb. Bei Kiel konnte sich Serra auf Anhieb durchsetzen und kam in seiner ersten Saison unter Trainer Tim Walter zu 30 Spieleinsätzen in der Liga (davon 25 Startelfeinsätze), zudem absolvierte er alle drei Pokalspiele. Sein erstes Tor im Profifußball erzielte er am 6. Spieltag, als er gegen seinen Ex-Verein Bochum in der Nachspielzeit per Kopf zum 2:2-Endstand traf. Mit insgesamt 11 Saisontoren war er der treffsicherste Torschützen der Mannschaft, zudem bereitete er fünf weitere Tore vor. Auch in der Folgesaison behielt er unter dem neuen Cheftrainer Ole Werner seinen Platz im Sturmzentrum und erzielte bis Februar 2020 in 19 Liga- und zwei Pokaleinsätzen insgesamt acht Treffer. Durch eine Oberschenkelverletzung fiel er jedoch bis zum Ende der Saison, die Kiel in seiner Abwesenheit auf Rang 11 abschloss, aus.
In der Saison 2020/21 gehörte Serra erneut zum Stammpersonal. Der Stürmer absolvierte 31 Ligaspiele (25-mal von Beginn), in denen er 13 Tore erzielte. Er erreichte mit seiner Mannschaft den 3. Platz und somit die Relegation, in der man sich dem 1. FC Köln geschlagen geben musste. Im DFB-Pokal 2020/21 konnte er sich mit seiner Mannschaft bis ins Halbfinale durchsetzen, in dem man gegen seinen Ausbildungsverein Borussia Dortmund verlor. Serra kam in allen fünf Pokalspielen zum Einsatz und erzielte dabei drei Treffer.

#### Arminia Bielefeld
Zur Saison 2021/22 wechselte Serra in die Bundesliga zu Arminia Bielefeld. Er unterschrieb einen Vertrag bis zum 30. Juni 2025. Am 1. Spieltag gab er sein Bundesliga-Debüt. Sein erstes Tor im Oberhaus erzielte er im Dezember 2021, am letzten Spieltag der Hinrunde, beim 2:0-Auswärtssieg gegen RB Leipzig. Bei den Ostwestfalen pendelte Serra in seiner ersten Spielzeit zwischen Ersatzbank und der Anfangsformation. Genau wie in der Saison vor seiner Ankunft spielte Arminia Bielefeld gegen den Abstieg und zum Ende der Saison mussten die Bielefelder als 17. den Gang in die 2. Bundesliga antreten; während der ganzen Spielzeit schoss Serra lediglich drei Tore. In der darauffolgenden Zweitligasaison war er regelmäßig zum Einsatz gekommen, war aber auch häufiger Einwechselspieler. Genau wie zuvor im Oberhaus kämpften Serra, der sieben Tore in der Liga schoss, und die Arminia gegen den Abstieg, nun gegen den Gang in die 3. Liga. Der DSC musste als 16. schließlich in die Relegationsspiele gegen den Drittligisten SV Wehen Wiesbaden und wurde schließlich nach zwei Niederlagen (0:4 und 1:2) in die Drittklassigkeit durchgereicht.

#### Aarhus GF
Anfang Juli 2023 wechselte Serra nach Dänemark zu Aarhus GF.

### 1. FC Nürnberg
Im Juli 2024 wechselte Serra auf Leihbasis zum deutschen Zweitligisten 1. FC Nürnberg. Der Stürmer kam in der Spielzeit 2024/25 für die Profimannschaft auf 9 Einsätze in der Liga und dem DFB-Pokal, in denen er jedoch nur eingewechselt wurde. Zweimal spielte er zudem für die zweite Mannschaft der Nürnberger in der Regionalliga Bayern.

### Nationalmannschaft
Janni Serra absolvierte bislang 31 Spiele für vier verschiedene DFB-Nachwuchsnationalmannschaften, darunter zehn für die deutsche U17 (mit der er bei der EM 2015 Zweiter wurde) und vier für die U19. Am 21. Juli 2016 zog er sich beim Spiel um Platz 5 der U-19-Fußball-Europameisterschaft 2016 einen Kreuzbandriss zu und musste sich im Restjahr 2016 insgesamt vier Operationen unterziehen. Sein Comeback auf dem Fußballplatz gab er im April 2017 in der A-Junioren-Bundesliga.
Am 1. September 2017 spielte Serra mit der von Stefan Kuntz trainierten U21 gegen Ungarn und somit das erste Mal für eine Herrennationalmannschaft.

## Erfolge
- mit der U17 Deutschlands:
  - U17-Vize-Europameister 2015[1]
- mit der U17 von Borussia Dortmund:
  - Deutscher B-Jugend-Meister 2015
- mit der U19 von Borussia Dortmund:
  - Deutscher A-Jugend-Meister 2016,[1] 2016/17[1]

## Privates
Serra hat einen älteren (Nikola) und einen jüngeren Bruder (Petja), die auch beide Fußballspieler sind. Sein verstorbener Vater Ralf spielte früher ebenfalls niederklassig Fußball und war für den Niedersächsischen Fußballverband als DFB-Stützpunkttrainer tätig.